# Paracenteza
Paracenteza – nakłucie jamy otrzewnej u pacjenta z wodobrzuszem.
Wyróżnia się:
- paracentezę diagnostyczną – nakłucie jamy otrzewnej z pobraniem płynu puchlinowego do badania diagnostycznego (badanie cytologiczne, posiew)
- paracentezę terapeutyczną – nakłucie jamy otrzewnej i upuszczenie większej ilości płynu puchlinowego jako metoda leczenia wodobrzusza

## Wskazania do paracentezy diagnostycznej
- nowo stwierdzone wodobrzusze
- podejrzenie samoistnego bakteryjnego zapalenia otrzewnej
- wodobrzusze u każdego chorego hospitalizowanego z powodu marskości wątroby

## Wskazania do paracentezy terapeutycznej
- wstępne leczenie wodobrzusza trzeciego stopnia
- wodobrzusze oporne na leczenie lekami moczopędnymi
- martwicze zapalenie jelit (ang. necrotizing enterocolitis – NEC) u noworodków[1]

## Przeciwwskazania
- zespół rozsianego wykrzepiania wewnątrznaczynowego, który nie poddaje się leczeniu
- skaza krwotoczna, która nie ustępuje mimo właściwego leczenia
- choroby jamy brzusznej wymagające leczenia operacyjnego w trybie pilnym
- brak współpracy z pacjentem

## Technika zabiegu
Nakłucie wykonuje się u pacjenta w pozycji półleżącej na plecach igłą (o średnicy 0,7-0,9mm i długości ≥ 40mm) z plastikową kaniulą (tzw. wenflon). Obowiązują zasady zachowania aseptyki. Najlepsze miejsce do nakłucia to punkt leżący w 1/3 odległości między kolcem biodrowym przednim górnym a pępkiem, po stronie lewej (odpowiednik punktu McBurneya po stronie prawej). Stosuje się również nakłucie w linii pośrodkowej ciała około 2 do 3 cm poniżej pępka.

## Powikłania
- krwiak powłok brzucha
- zakażenie płynu puchlinowego
- nakłucie jelita
- nakłucie pęcherza moczowego
- krwawienie do jamy otrzewnej